# Olhovica
Olhovica (ukránul: Ольховица) falu Ukrajnában, Kárpátalján, a Munkácsi járásban.

## Népesség
A 217 méterrel a tengerszint feletti magasságban fekvő falunak a 2001 évi népszámláláskor 749 lakosa volt.